# TN液晶

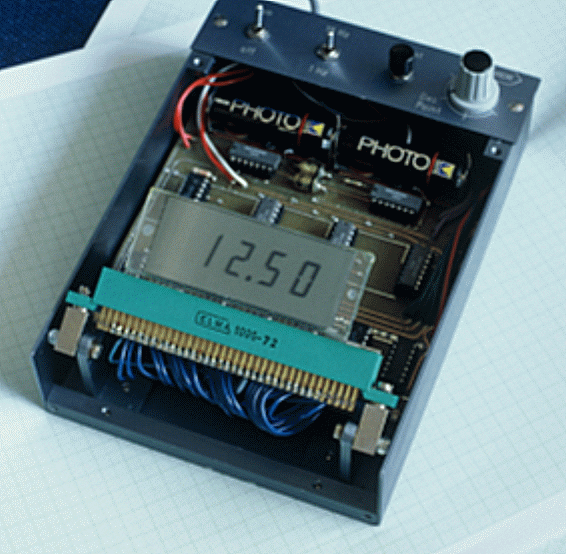
早期的TN液晶

扭曲向列型液晶 （TN, twisted nematic liquid crystal），是最常见的液晶驱动方式。

## 原理

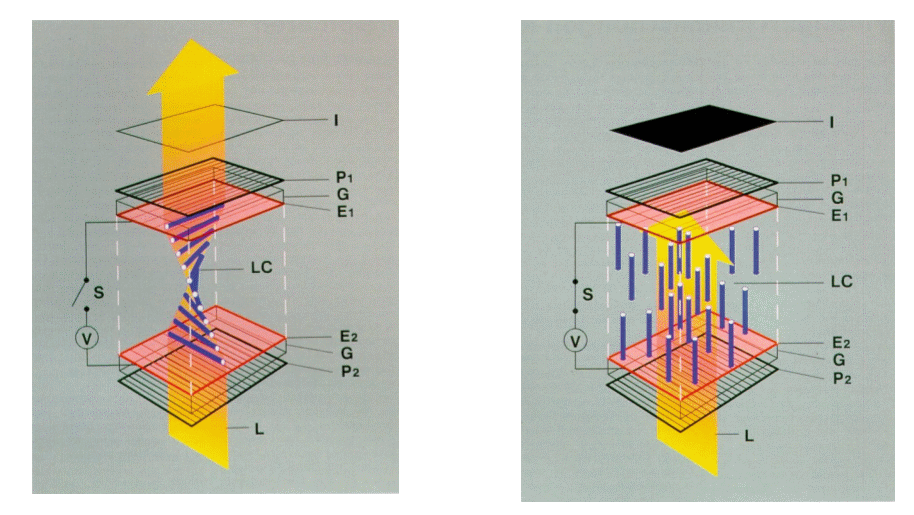
左：电路断开，液晶亮　　　　右：回路接通，液晶不亮

将两块偏光镜P1和P2互呈90度平行摆放。在偏光镜P1，P2间注入液晶LC（实际上偏光镜和液晶还隔有玻璃层G和导电板E1，E2），在不通电的时候液晶分子会呈螺旋状排列，使光线逐渐扭曲透过偏光镜。通电的情况下液晶分子会因电场作用顺偏光镜法线方向排列，由于两块偏光镜呈90度方向，这时光线不能透过偏光镜。

## 特征
TN液晶在液晶技术发明以来被广泛使用，直到VA、IPS液晶出现之前。TN液晶在计算器、电脑、一般电子设备的显示器市场上占主导地位，現在的TN液晶已經逐漸被淘汰掉了。TN液晶有如下特点：

### 優點
- 技術時間歷史悠久，成本低廉。
- 不通电的情况下显示，发光效率高。达到相同亮度比其他方式更省电。所以在低成本的便携式电子设备上广泛使用。
- 反应速度快，在高刷新率螢幕上廣泛採用。

### 缺點
- 可視角度狹窄。从側看螢幕亮度显著变暗，色彩與畫面嚴重失真。
- 色彩和對比度表現遜色。大部分均為原生6 Bit的面板，僅能顯示紅、綠、藍各64色，最大實際色彩僅有26.2萬色。經抖色後方接近1670萬色（8 bit色彩）。
- 像素損壞後多會形成亮點，對使用者影響較高（而VA及IPS面板像素損壞後大多會形成暗點或色點，相較下視覺影響較低）。